# Luciella eliana
Luciella eliana is een uitgestorven slakkensoort uit de familie van de Luciellidae. De wetenschappelijke naam van de soort is voor het eerst geldig gepubliceerd in 1843 door de Koninck als Pleurotomaria eliana.